# (4780) Polina
(4780) Polina (1979 HE5) – planetoida z pasa głównego asteroid okrążająca Słońce w ciągu 3 lat i 73 dni w średniej odległości 2,17 j.a. Została odkryta 25 kwietnia 1979 roku.